# Rozpruci na śmierć
Rozpruci na śmierć (ang. The Happytime Murders) – amerykańska komedia kryminalna z 2018 roku w reżyserii Briana Hensona, wyprodukowany przez wytwórnię STX Entertainment.
Premiera filmu odbyła się 24 sierpnia 2018 w Stanach Zjednoczonych. Tydzień później, 31 sierpnia, obraz trafił do kin na terenie Polski.

## Fabuła
W świecie zamieszkanym przez ludzi i kukiełki grasuje seryjny morderca. Na ofiary wybiera kukiełki, które są dawnymi gwiazdami telewizyjnego show. Sprawą tych zabójstw kompletnie nie interesują się ludzie, śledztwo prowadzi więc były detektyw – pluszowy Jim. Jednak gdy sprawa staje się głośna, otrzymuje wsparcie w postaci nieokiełznanej, niegrzecznej i niesympatycznej policjantki Connie Edwards (Melissa McCarthy. Ta pomoc okaże się tak męcząca, że Jimowi zaczną puszczać nie tylko nerwy, ale i szwy.

## Obsada
- Melissa McCarthy jako Connie Edwards
- Maya Rudolph jako Bubbles
- Joel McHale jako agent Campbell
- Elizabeth Banks jako Jenny
- Leslie David Baker jako sierżant Banning
- Cynthy Wu jako Brittenie Marlowe
- Michael McDonald jako Ronovan Scargle
- Mitch Silpa jako Tommy
- Hemky Madera jako Tito
- Bill Barretta jako Phil Philips
- Dorien Davies jako Sandra White
- Kevin Clash jako Lyle

## Odbiór

### Krytyka
Film Rozpruci na śmierć spotkał się z negatywną reakcją krytyków. W serwisie Rotten Tomatoes 22% ze stu siedemdziesięciu siedmiu recenzji filmu jest pozytywna (średnia ocen wyniosła 3,9 na 10). Na portalu Metacritic średnia ocen z 47 recenzji wyniosła 27 punktów na 100.